# Museo Arqueológico de Áqaba
El Museo Arqueológico de Áqaba (árabe: متحف  آثار العقبة) es el museo arqueológico oficial de la ciudad de Áqaba en Jordania.

## Ubicación
El museo está localizado en la ciudad vieja de Áqaba, junto al histórico castillo de Áqaba, y cerca del mástil de Áqaba.

## Historia
El edificio que alberga el museo fue el palacio del jerife Husayn ibn Ali, fundador de la dinastía Hashemita, y fue construido poco después de la Primera Guerra Mundial, en 1917. El museo fue fundado en 1989 y abierto oficialmente el 1 de enero de 1990.

## Colección
El museo alberga artefactos de la Edad de Bronce que fueron descubiertos en Tall Hujayrat Al-Ghuzlan, un yacimiento arqueológico cerca de Áqaba, y que datan del año 4000 a. C. El descubrimiento del asentamiento de Tall Hujayrat Al-Ghuzlan proporciona una prueba importante de que Áqaba es uno de los emplazamientos con población continuada más antiguos en la región y que tuvo producción de cobre. El museo también alberga una colección de artefactos que van del siglo vii a principios del xii. Algunas de las piezas más conocidas de las colecciones del museo incluyen una gran inscripción de un verso coránico que colgaba sobre la puerta oriental de la ciudad en el siglo ix, así como monedas de oro que datan de los Fatimidas y otras monedas del reino de Segelmasa en Marruecos.

## Galería

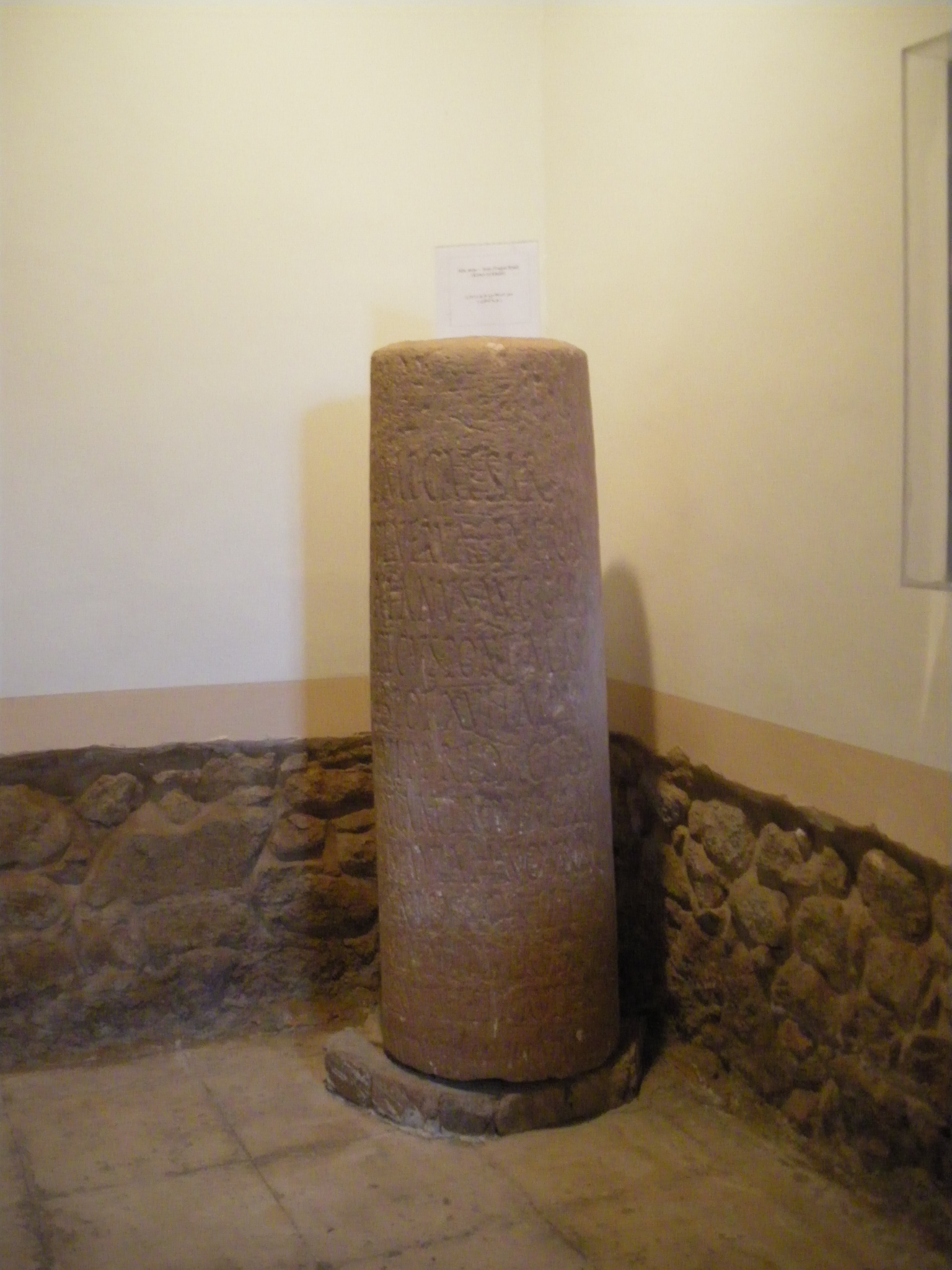
El hito número 1 de la histórica ruta comercial levantina Vía Trajana Nova.
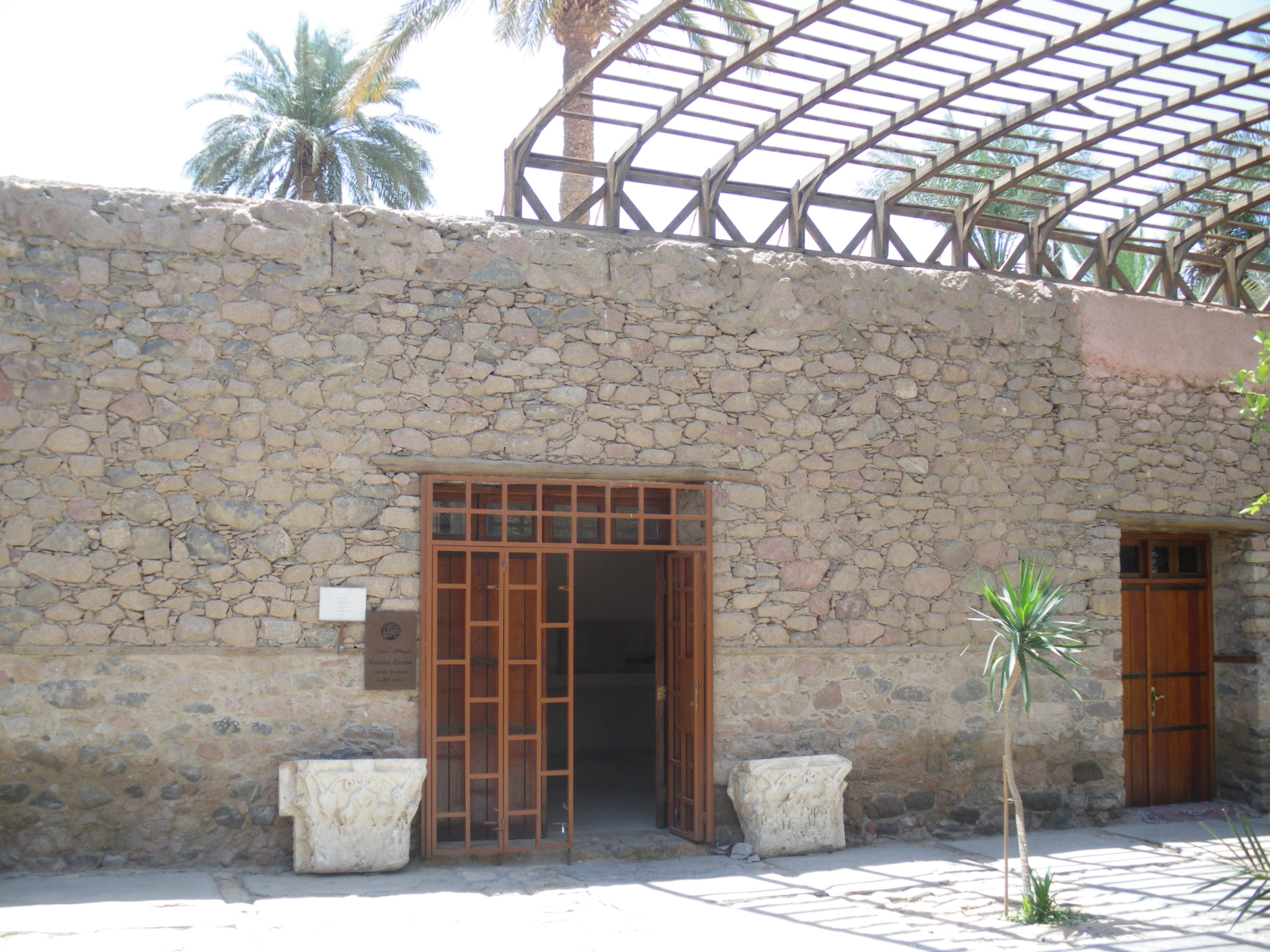
El museo fue construido originalmente en 1917 para ser el palacio de Husayn ibn Ali en 1917
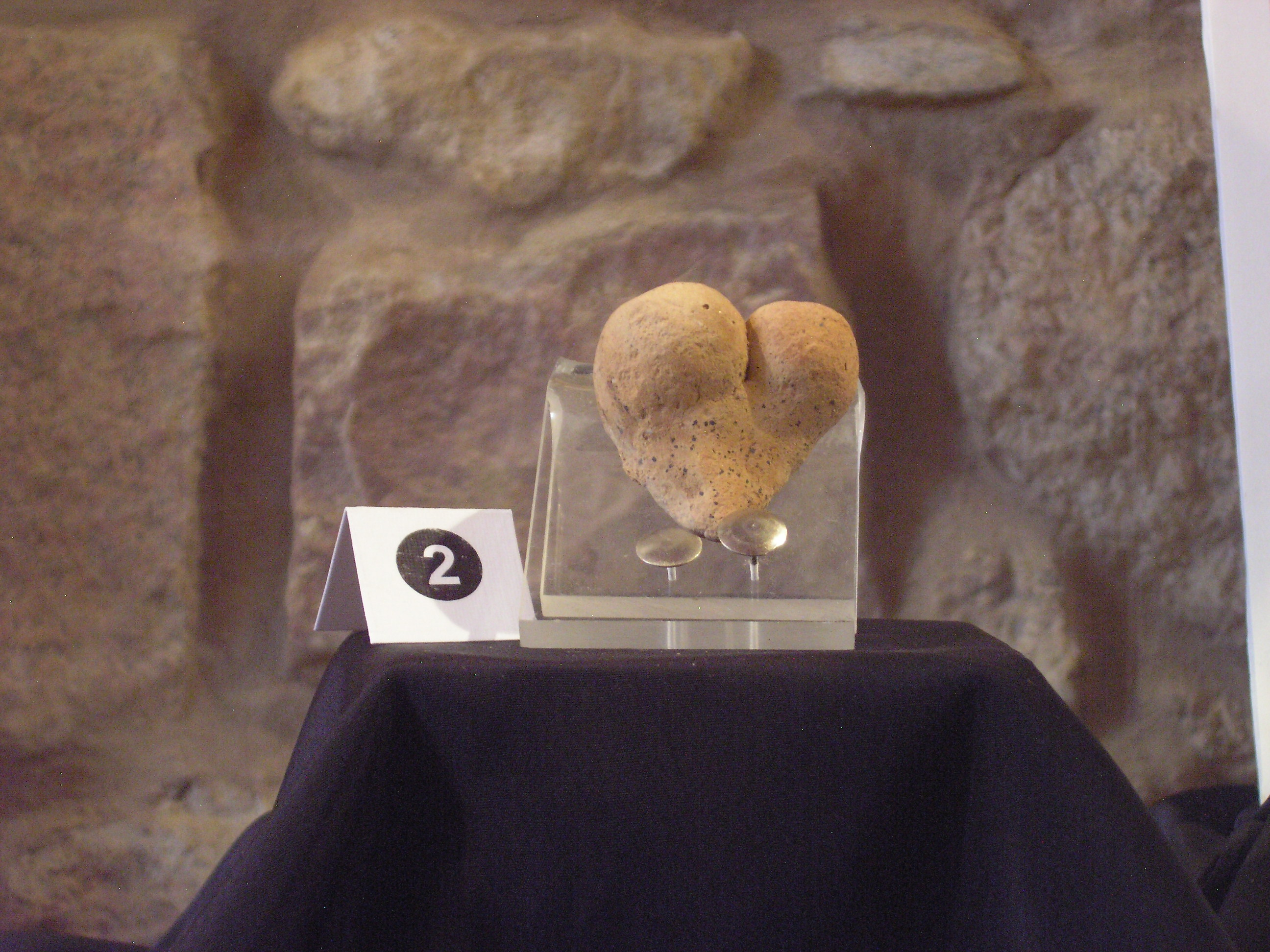
La "Señora de Aqaba" el artefacto descubierto en Tall Hujayrat Al-Ghuzlan y mostrado en el museo.

- Datos: Q584088
- Multimedia: Aqaba Archaeological Museum / Q584088